# Афалина
Афали́на, или большо́й дельфи́н, или бутылконо́сый дельфи́н (лат. Tursiops truncatus), — вид дельфинов, один из трёх видов рода афалин (Tursiops) наряду с индийской афалиной (Tursiops aduncus) и австралийской афалиной (Tursiops australis).
Могут скрещиваться с малыми косатками, давая гибриды — косаткодельфинов.

## Описание
Длина афалины 2,3—3 м, редко до 3,6 м. Масса, как правило, — 150—300 кг. Самцы на 10—20 см больше самок. Умеренно развитый «клюв» чётко ограничен от выпуклой лобно-носовой (жировой) подушки. Череп достигает в длину 58 см. Нёбо плоское, без боковых желобов. Спинной плавник высокий, на широком основании, сзади полулунно вырезан. Грудные плавники у основания широкие, к концу заостряются, по переднему краю выпуклые, а по тонкому заднему вогнутые. Окраска тела сверху темно-бурая, снизу светлая (от серой до белой); узор на боках тела непостоянен, часто совсем не выражен. У афалин, обитающих в Чёрном море, выделяют 2 цветовые группы. Тип А характеризуется более или менее четкой границей между темной окраской спины и белой окраской брюха и тем, что в темном поле средней части тела расположен светлый угол, вершиной обращенный к спинному плавнику. У типа Б пигментированная верхняя поверхность тела не имеет резкой границы с нижней поверхностью; она представлена более или менее размытой прямой, волнистой или изломанной линией, не имеющей светлого угла у спинного плавника.
Зубы крепкие, конически заострённые, 6—10 мм толщиной, 19—28 пар вверху и на 1—3 пары меньше внизу. Расположены так, что между ними имеются свободные пространства. При смыкании зубы верхнего ряда попадают в промежутки между зубами нижнего ряда. У старых особей коронки снашиваются и образуется «дупло». Нижняя челюсть немного длиннее верхней.
У дельфинов нет потовых желёз, а в качестве теплоизоляции туловища выступает жировая прослойка. Поэтому теплообмен с водой у них происходит через плавники — грудные, спинной и хвостовой. Выброшенные на берег дельфины часто погибают от перегрева, перегревшиеся без воды плавники могут навсегда перестать функционировать, поэтому при перевозке дельфинов специально увлажняют и охлаждают.

## Популяция и среда обитания
Распространена в умеренных и тёплых водах Мирового океана. В Атлантике живёт от широты Южной Гренландии и Норвегии до Уругвая, Аргентины и Южной Африки, включая моря Балтийское, Чёрное, Средиземное, Карибское, Мексиканский залив. В Индийском океане обитает от его северных берегов, включая Красное море, на юг до широты Южной Африки, Южной Австралии. В Тихом океане встречается от Японии, Курильской гряды, штата Орегон до Тасмании, Новой Зеландии и Аргентины.

### Популяция
Общая численность популяции неизвестна. Имеются сведения только о численности отдельных популяций:
- Мексиканский залив — не менее 67 000.
- Северо-западная часть Тихого океана, включая воды Японии — около 35 000.
- У североатлантического побережья США — около 11 700.
- Средиземное море — не менее 10 000.
- Чёрное море — 6,9±2,6 тыс. (по данным исследования с борта кораблей в 1985—1987 гг.)[8]
- Балтийское море — численность не установлена, животных периодически замечают рыбаки (последний раз в июле 2025-го года, в Невском заливе в 50 километрах от Санкт-Петербурга[9][10]).

Марка СССР

### Подвиды
В Мировом океане есть не менее 4 подвидов афалин, незначительно различающихся внешне и чертами черепа, среди них:
- Черноморская афалина (T. t. ponticus, Barabash-Nikiforov, 1940) обитает в Чёрном море
- Обыкновенная афалина (T. t. truncatus, Montagu, 1821) обитает в Атлантическом океане и Средиземном море
- Дальневосточная афалина (T. t. gilli, Dall, 1873) обитает в умеренно климатической северной части Тихого океана
- Индийская афалина (T. t. aduncus), которую некоторые зоологи выделяют в самостоятельный вид (Tursiops aduncus). У неё более длинный клюв и увеличенное число верхних зубов (28 пар вместо обычных 19—24). Обитает в Красном море, в Индийском и Тихом океанах.

## Болезни
Афалины в неволе часто болеют язвой желудка. Распространены также бактериальные инфекции, в частности, смертельно опасна для афалин рожистая инфекция. Им также угрожают стрессы.

## Когнитивныеспособности
В ходе исследований у афалин были обнаружены:
- Способность к поведенческому подражанию людям. Имитация другого требует, чтобы наблюдатель моделировал своё поведение, рассматривая в качестве модели демонстратора. Для этого дельфин соотносит образ своего тела со строением тела человека, используя аналогии[12][13].
- Понимание новых последовательностей в искусственном языке, и (наряду с бонобо) способность учитывать не только его семантическую компоненту, но и синтактическую (зависимость семантики от порядка слов)[14][15].
- Способность обобщать правила и создавать абстрактные понятия[16].
- Отслеживание собственного поведения[17].
- Понимание символов для различных частей тела[18].
- Понимание указательных жестов[19].
- Узнавание себя в зеркале (что говорит о наличии самосознания)[20][21].

## Поведение

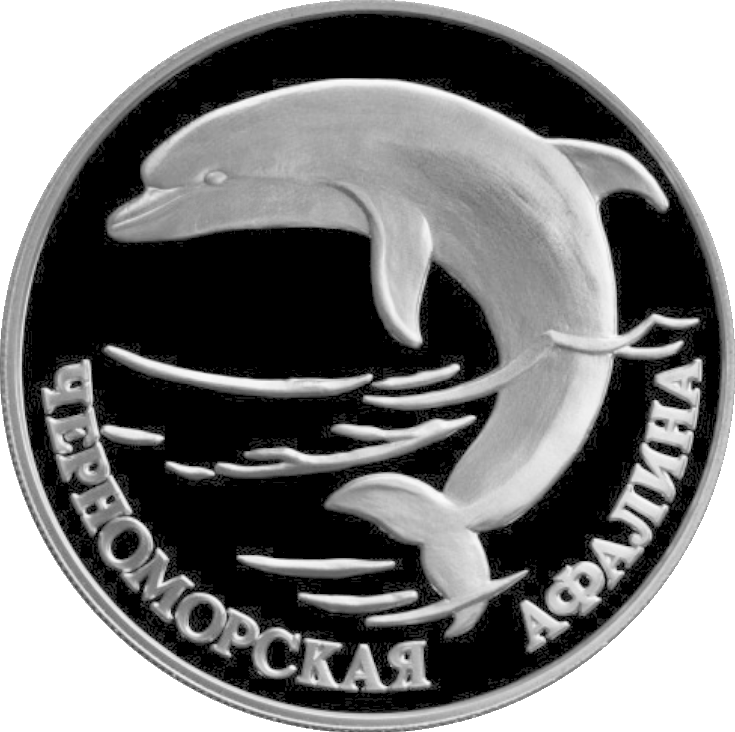
Черноморская афалина. Монета Банка России — Серия: «Красная книга», серебро, 1 рубль, 1995 год

Афалина живёт оседло или кочует небольшими стайками. Склонность афалины к прибрежной зоне объясняется придонным характером питания. За пищей ныряет в Чёрном море на глубину до 90 м, в Средиземном — до 150 м. Есть сведения, что в Гвинейском заливе она погружается до 400—500 м. В условиях эксперимента в США дельфина Таффи (англ. Tuffy) путём длительных занятий приучили нырять на глубину до 300 м, исследования проводились по программе ВМС США. Охотясь за рыбой, афалина двигается неравномерно, рывками, с частыми крутыми поворотами. Её дыхательные паузы продолжаются от нескольких секунд до 6—7 минут, максимум до четверти часа. Наиболее активны днём.
Дышат афалины в неволе 1—4 раза в минуту, причём за выдохом сразу следует вдох и длятся они вместе доли секунды, в то время, как за ними следует интервал в 15—30 секунд, в течение которого воздух находится в лёгких дельфина. Ввиду этой особенности дыхания афалин при сложных хирургических операциях на афалинах анестезия (смесь закиси азота или галотана с кислородом) используется в сочетании со специально модифицированным аппаратом искусственной вентиляции лёгких, повторяющим ритм дыхания афалины. Сердце афалин бьётся 80—140 (в среднем 100) раз в минуту. Афалина может развивать скорость до 40 км/ч и выпрыгивать на высоту до 5 м.
Афалина искусно управляет сложным голосовым аппаратом, в котором наиболее существенны три пары воздушных мешков, связанных с носовым каналом. Для общения между собой афалины издают коммуникационные сигналы частотой от 7 до 20 кГц: свист, лай (преследование добычи), мяуканье (кормёжка), хлопки (устрашение своих сородичей) и др. При поиске добычи и ориентировке под водой они издают эхолокационные щелканья, напоминающие скрип дверных ржавых петель, частотой 20—170 кГц. У взрослых афалин ученые записали 17, а у детёнышей только 6 коммуникативных сигналов. Очевидно, система сигналов усложняется с возрастом и индивидуальным опытом животного. Из этого количества 5 сигналов оказались общими для афалины, гринды и белобочки.
Спят афалины, как и все китообразные, у поверхности воды, обычно ночью, а днём лишь после кормёжки, периодически открывая веки на 1—2 с и закрывая на 15—30 с. Слабый удар свисающего хвоста время от времени выставляет спящего зверя из воды для очередного дыхательного акта. У спящих дельфинов поочерёдно спит одно полушарие мозга, а другое в это время бодрствует.
В неволе молодые дельфины часто играют, придумывая всё новые развлечения, например, один дельфин дразнит игрушкой, а другой за ним гонится. Зрелые дельфины тоже играют, как с людьми, так и друг с другом, но тратят на это меньше времени, чем молодые. В природе хорошо известно такое развлечение дельфинов, как «катание на носовой волне», создаваемой судном.
В 25-метровом бассейне афалина проплывает от 120 до 180 км в день.

### Охота
Главная пища афалины — рыбы разных видов. Так рацион черноморской афалины состоит из следующих видов рыб: ставрида, анчоус, пикша, камбала, кефаль, лобан, барабуля, умбрина, хамса, пеламида, морские ерши, скаты, акулы, а также осьминоги, креветки, угри и головоногие моллюски. Способ охоты на добычу зависит от рода рыб. На рыбу, ведущую дневной образ жизни, дельфины в основном охотятся стаями, а в охоте на рыбу, ведущую ночной образ жизни, охотится меньшее количество дельфинов. Взрослая афалина может съедать 8—15 кг рыбы в день.
Дельфины помогают друг другу во время охоты. Объясняясь с помощью свистов, они вместе окружают косяк, не давая рыбам уплыть. Считается, что дельфины используют звуки также и с целью дезориентации и оглушения рыб.
Если рыбы достаточно, то дельфины охотятся днём. Когда рыбы становится мало, дельфины охотятся на осьминогов и рыбу, обитающую на дне. Делают это в ночное время, когда осьминоги и донные рыбы ведут активный образ жизни. В ночной ловле обычно участвует меньше дельфинов, чем в дневной.

### Размножение

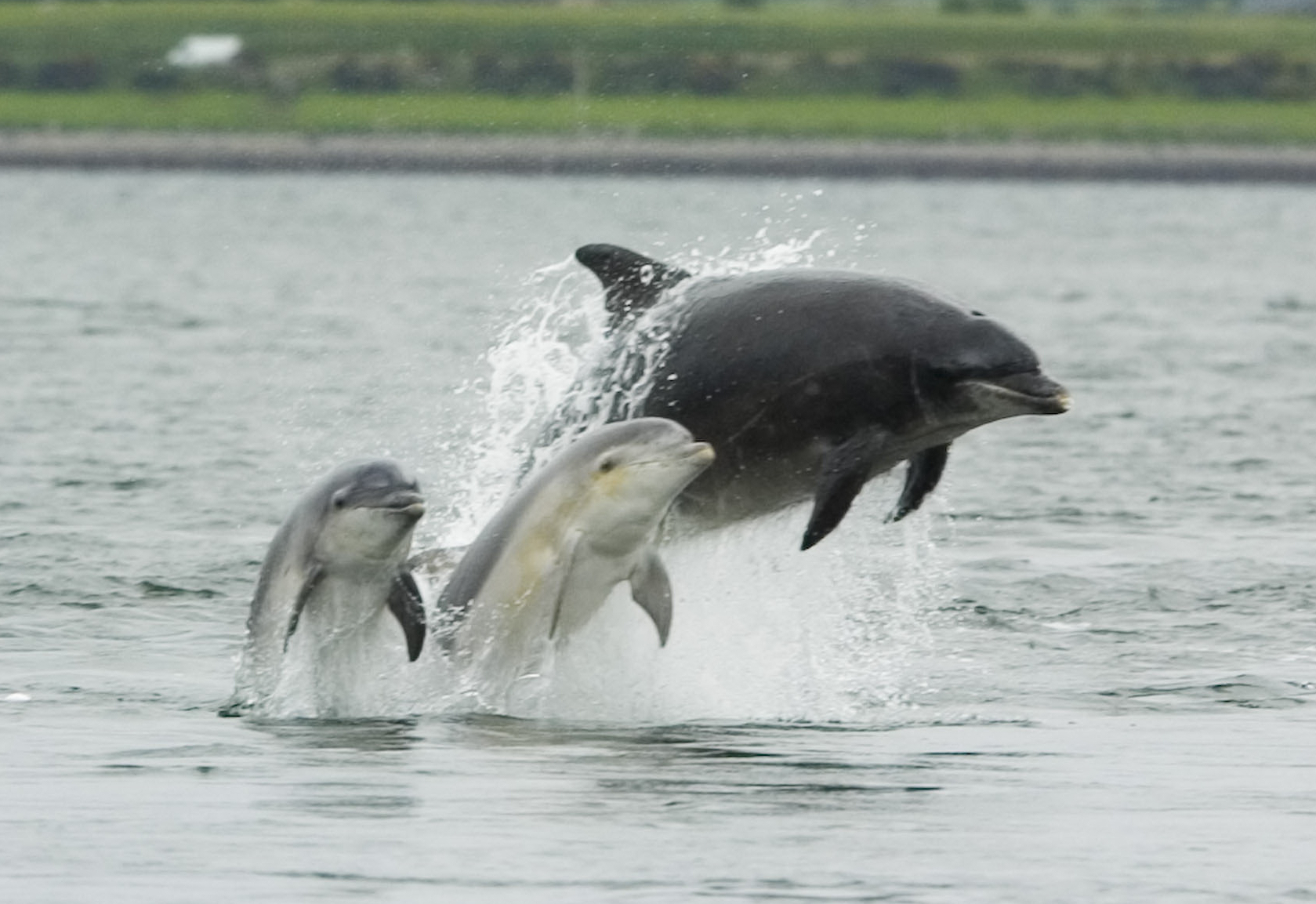
Афалина с двумя детёнышами, Moray Firth, Шотландия

Размножаются афалины в наших[каких?] водах весной и летом. Размер наименьшей половозрелой самки был 228 см. Беременность афалины продолжается 12 месяцев, а гон от 3—4 дней до нескольких недель. Во время гона у животных в неволе наблюдаются особые позы, изгибание тела, прыжки, «обнюхивание», поглаживание друг друга головой и плавниками, лёгкое покусывание и слышатся частые визги. Самец, находясь в паре, отгоняет от самки всех соперников. Кратковременная копуляция совершается на быстром ходу и повторяется несколько раз. У беременных самок постепенно снижается общительность, с приближением родов появляется неуклюжесть и медлительность в движениях.
Детёныш рождается под водой хвостом вперёд. Время выхода плода от 20 минут до 2 часов. Конец родов совпадает с сильным возбуждением всего стада. Пупочный канатик рвётся легко, и новорождённый в сопровождении матери и одной-двух самок всплывает к поверхности воды наклонно, чтобы произвести первый дыхательный акт. К последу сородичи, как и мать, относятся безразлично.
Детёныш, обнаружив соски матери, берёт их первоначально через каждые 10—30 мин, а самка в это время поворачивается на бок. В первые недели детёныш не отплывает далеко от матери, позже плавает без ограничений. Впервые твёрдую пищу в неволе он берёт в возрасте 3,5—6 месяцев, но полностью заканчивает молочное питание лишь в 18—23 месяца. Половая зрелость наступает в 5—6 лет: самка, выросшая в аквариуме, производит на свет первого детёныша в 7 лет.
Молоко афалин, по сравнению с человеческим, очень богато белками и жирами и бедно сахарами и лактозой. По количеству белков и жиров оно близко к кроличьему, оленьему и собачьему молоку, все эти виды молока высококалорийные. Молоко афалин обладает рыбным запахом (когда свежее), на вкус маслянистое и несладкое.

## Афалина и человек

### Взаимодействие
Афалины в дикой природе не агрессивны по отношению к человеку,  никогда не нападают на него, часто
проявляют к нему дружественный интерес. Спасают от акул, сопровождают корабли, помогают тонущим. Например в 2004 году у побережья Новой Зеландии группа афалин защитила четырех пловцов от белой акулы. Дельфины сгруппировали людей, окружив их плотным кольцом, и плавали вокруг них в течение сорока минут, предотвращая нападение акулы. Еще в 2007  у побережья Калифорнии стая афалин создала защитное кольцо вокруг серфингиста, на которого напала акула, что позволило пострадавшему добраться до берега.
Есть свидетельства взаимовыгодного сотрудничества дельфинов и человека при рыбной ловле: дельфины гонят косяки с глубины на мелководье, в сторону лодок, блокируют их там, и кивками или ударами хвостов о воду дают знаки людям. Избежавшая сетей рыба достаётся дельфинам.

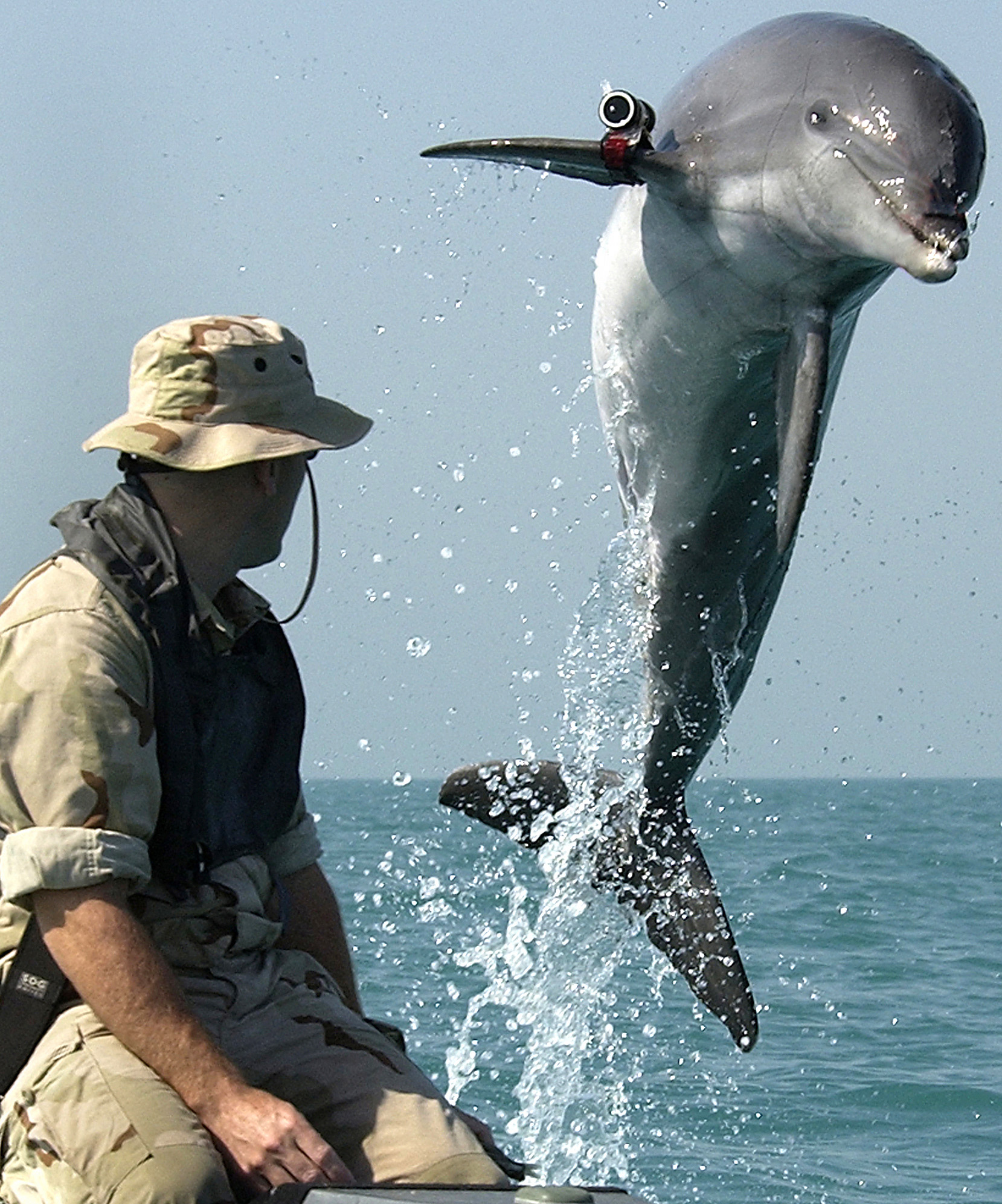
Боевой дельфин программы U.S. Navy Marine Mammal Program по кличке KDog, выполняет разминирование в Персидском заливе во время войны в Ираке

Первый опыт содержания в неволе афалин относится к 1883 году: в водах Великобритании была отловлена афалина и демонстрировалась в «Брайтонском аквариуме». В США первое упоминание об афалинах в неволе относится к 1914 году, когда в бассейн старого «Нью-Йоркского аквариума» в Бэттери-парке директором аквариума Чарлзом Таунсендом было доставлено пять афалин, одна из которых прожила там 15 месяцев. С тех пор афалины стали обитателями многих океанариумов и дельфинариев. Афалины легко поддаются дрессировке, после чего их можно выпускать в море и они будут непременно возвращаться.
Афалина считается наиболее хорошо приспособленным к жизни в неволе видом дельфинов. Дельфины легко дрессируются и при общении с человеком даже подражают ему. Некоторые дрессировщики утверждают, что афалины не только переговариваются между собой с помощью акустических сигналов, но и способны разговаривать с человеком. Такие утверждения были сделаны американским нейрофизиологом Джоном Лилли и другими учёными. Во всяком случае известно, что некоторые дельфины при дрессировке осваивали до 25 слов. Свои знания дельфины подтверждали исполнением определённых команд, подаваемых человеком. Некоторые учёные весьма скептически относятся к утверждениям Лилли о возможности установить с дельфинами контакт и научить говорить по-английски, в частности, Форрест Гленн Вуд полагает, что подобные «утверждения Лилли, по существу, так и остались домыслами, не подтверждёнными опытом».

### Угрозы
Во многих регионах мира люди ежегодно совершают массовые убийства дельфинов (в том числе афалин) ради их мяса, с сопутствующим отловом некоторого количества особей для продажи дельфинариям.
Каждый год тысячи дельфинов погибают, запутавшись в расставленных сетях, также известно множество случаев отстрела дельфинов рыбаками.
Регулярный перелов рыбы человеком, её браконьерский вылов во время нереста, загрязнение океана приводит к истощению рыбных запасов и, соответственно, кормовой базы дельфинов.
Серьезную угрозу для афалины несет загрязнение океана человеком бытовыми, сельскохозяйственными и промышленными отходами. Накапливающиеся в тканях вредные вещества становятся причиной различных заболеваний, выкидышей у беременных самок, нежизнеспособного потомства. Множество дельфинов регулярно гибнет от разливов нефти, приводящих к сильной общей интоксикации и к закупорке дыхала у особей, попавших под нефтяную плёнку.
Одна из дополнительных техногенных проблем-это шумовое загрязнение. Постоянные шумы, создаваемые двигателями судов, эхолотами, нефтяными платформами, без значительного ослабления распространяясь в воде на огромные расстояния, создают акустический «туман», мешающий коммуникации, ориентировке в пространстве, добыче пищи и размножению китообразных.
Излучение мощных гидролокаторов, применяемых военными и геологами, а также подводные взрывы во время учений и сейсморазведки, приводят к массовой гибели дельфинов, вызывая у них кессонную болезнь.

### Охрана
Черноморская афалина (T. t. ponticus), образующая отдельный подвид, занесена в Красную книгу России (категория 3). В России промысел черноморской афалины запрещён с 1966 года. Несколько голов отлавливается ежегодно в Чёрном море для океанариумов и дельфинариев.